# Постачання протитанкової зброї в Україну під час російського вторгнення
У таблиці позначена техніка згідно інформації яка є у відкритих джерелах під час російського вторгнення в Україну.
Станом на червень 2024 року, в Україну відбулося або триває постачання такої кількості зброї (мінімальна оцінка):

## Загальна кількість протитанкової зброї
| тип               | отримано |
| ----------------- | -------- |
| загалом           | 113 000+ |
|                   |          |
| AT4               | 15 000+  |
| M72 LAW           | 12 700+  |
| RGW 90 Matador    | 10 844   |
| NLAW              | 10 219+  |
| FGM-148 «Javelin» | 8 622+   |
| Instalaza C90     | 1 370    |
| Panzerfaust 3     | 1 300    |
| РПГ-18 «Муха»     | 1 100    |
| Carl Gustaf       | 100      |

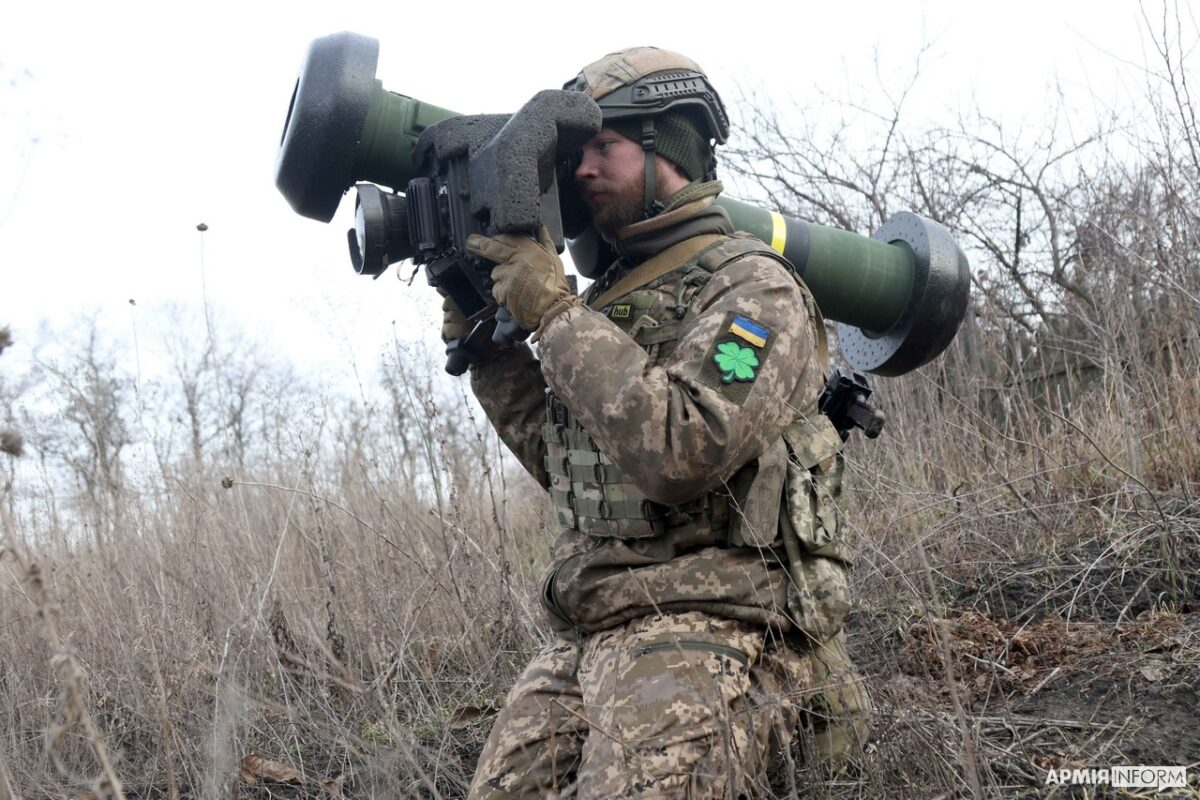
військовослужбовець 36 ОБрМП із ПТРК FGM-148 Javelin
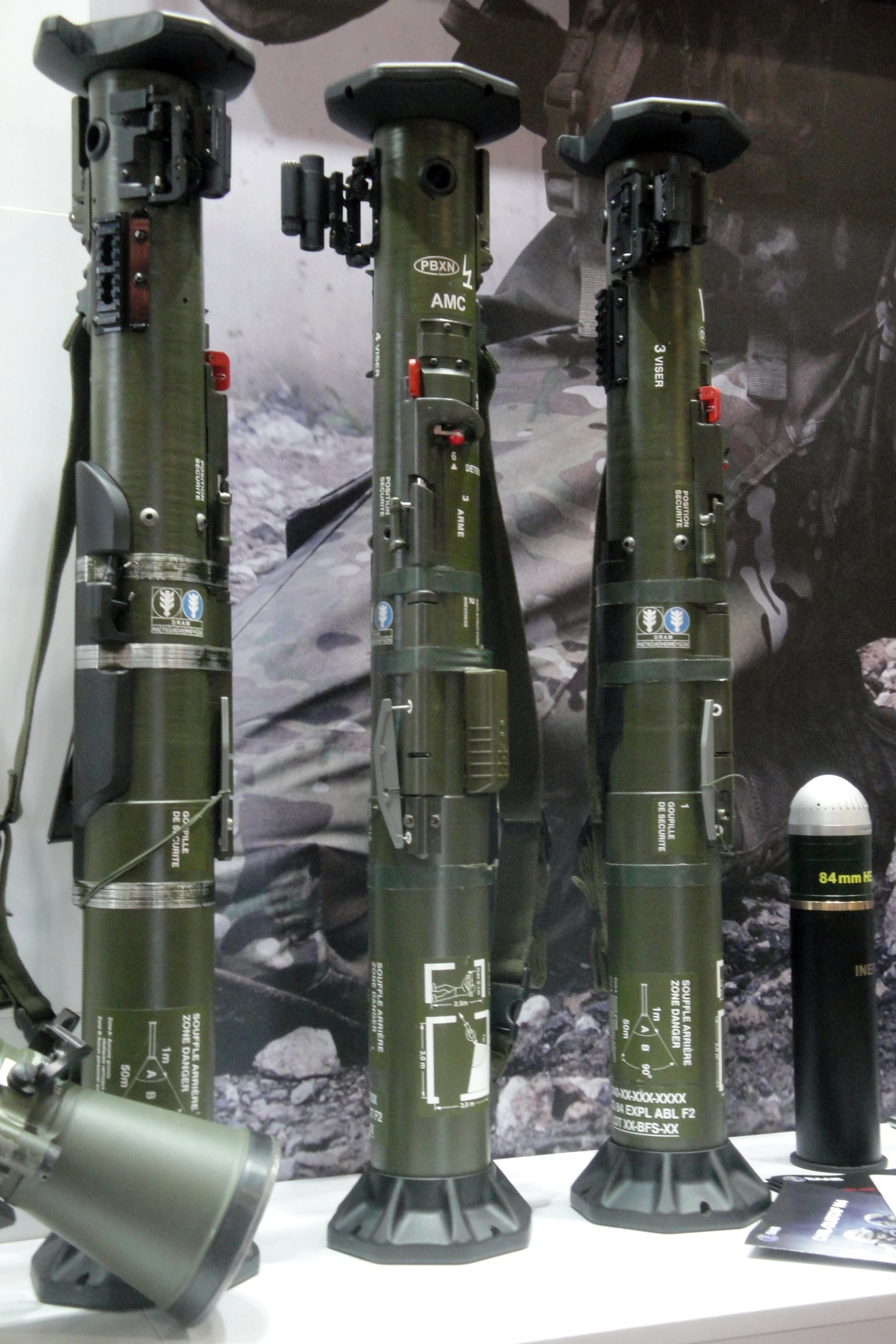
одноразовий ручний протитанковий гранатомет AT4
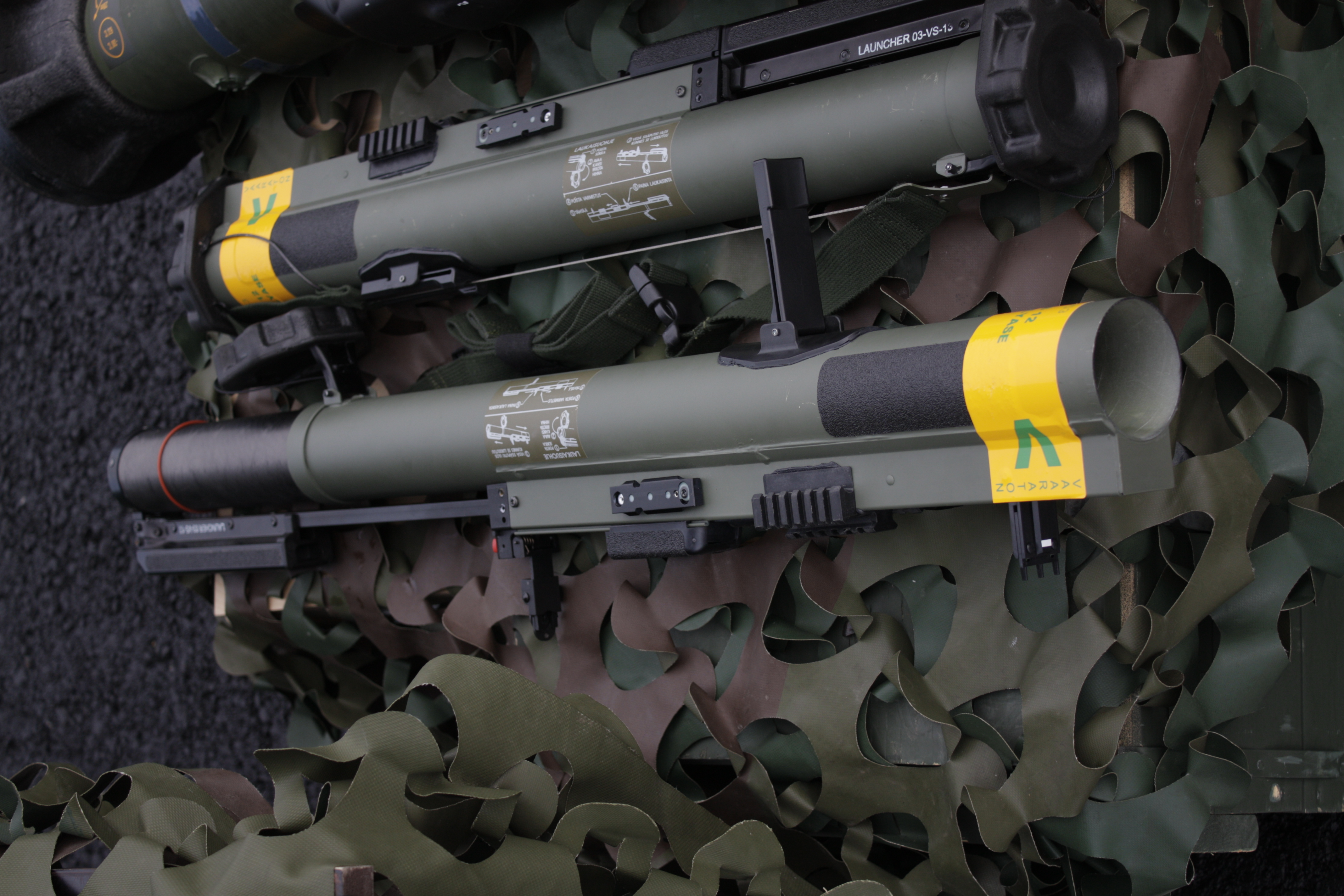
реактивна протитанкова граната M72 LAW

## Українське виробництво
12 серпня 2024 року стало відомо що в Україні запустили виробництво гранатометів UGL-40.
| походження і назва | тип                           | к-ть | подробиці |
| ------------------ | ----------------------------- | ---- | --- |
| УАГ-40.1           | 40-мм автоматичний гранатомет | 100  | 11.12.23 стало відомо про постачання зброї в рамках ініціативи «ОКО ЗА ОКО 2»                                           |
| Форт-600           | ручний гранатомет             | 884  | 23.04.24 фонд «Повернись живим» передав українським військовим 884 ручних однозарядних гранатометів Форт-600            |
| Форт-600           | ручний гранатомет             | 40   | 22.06.24 фонд «Повернись живим» передав партію гранатометів «Форт-600» бійцям 82 ОДШБр                                  |
| UGL-40             | однозарядний гранатомет       | —    | 12.08.24 у використанні військових помітили ручні однозарядні гранатомети UGL-40 виробництва української компанії Ukrop |
| РГ-1 «Поршень»     | 30-мм гранатомет              | —    | 20.11.24 помічений у використанні українськими військовими                                                              |
| АГС-17             | 30-мм гранатомет              | —    | 05.06.26 стало відомо про постачання гранатометів фондом «Повернись живим»                                              |

## Постачання
6 липня 2023 року стало відомо що український оборонно-промисловий комплекс розробляє два проєкти зенітних ракетних комплексів під час війни.
| походження і назва                   | походження і назва                   | тип                                                  | к-ть            | подробиці |
| ------------------------------------ | ------------------------------------ | ---------------------------------------------------- | --------------- | --- |
| Велика Британія                      | NLAW                                 | протитанкова керована ракета                         | 2000            | 17-19.01.22 передані |
|                                      |                                      |                                                      |                 | |
| Естонія                              | FGM-148 «Javelin»                    | переносний протитанковий ракетний комплекс           | 120             | з 18.02.22 по 03.03.22 передано версії Block 0 та 1 |
| Польща                               | FGM-148 «Javelin»                    | переносний протитанковий ракетний комплекс           | —               | 25.02.22 анонсована поставка |
| Нідерланди                           | Panzerfaust 3                        | ручний протитанковий гранатомет                      | 400             | 26.02.22 стало відомо про постачання Нідерландами цієї зброї                                                                                                |
| Данія                                | M72 LAW                              | ручний протитанковий гранатомет                      | 2700            | 26.02.22 стало відомо про постачання зброї Данією |
| Швеція                               | AT4                                  | ручний протитанковий гранатомет                      | 15000           | 28.02.22 стало відомо про постачання Швецію 5 000 гранатометів, 23.03 та 02.06 ще по 5 000                                                                  |
| Канада                               | Carl Gustaf                          | ручний протитанковий гранатомет                      | 100             | 28.02.22 стало відомо про постачання першої партії цих гранатометів                                                                                         |
| Люксембург                           | NLAW                                 | протитанкова керована ракета                         | 104             | 28.02.22 стало відомо про постачання зброї Люксембургом |
| Іспанія                              | Instalaza C90                        | ручний протитанковий гранатомет                      | 1370            | 05.03.22 з'явилася інформація про передачу Іспанією партії гранатометів                                                                                     |
| Франція                              | MILAN-2                              | керована протитанкова ракета                         | —               | вперше помічено в Україні 13.03.22 |
| Велика Британія                      | FGM-148 «Javelin»                    | переносний протитанковий ракетний комплекс           | —               | 16.03.22 стало відомо про додаткове постачання цих ПТРК Великобританією                                                                                     |
| Велика Британія                      | NLAW                                 | протитанкова керована ракета                         | 3615            | 16.03.22 було озвучено обсяг поставлених засобів у 3 615 одиниць                                                                                            |
| Норвегія                             | M72 LAW                              | ручний протитанковий гранатомет                      | 4000            | 20.04.22 стало відомо про постачання зброї Норвегією |
| Канада                               | M72 LAW                              | ручний протитанковий гранатомет                      | 4500            | 21.04.22 з'явилася інформацій про постачання гранатометів                                                                                                   |
| Канада                               | NLAW                                 | протитанкова керована ракета                         | 4500            | 08.05.22 Джастін Трюдо під час візиту у Київ оголосив про постачання нового пакету зброї, в тому числі NLAW                                                 |
| Ізраїль                              | Spike                                | багатофункціональний протитанковий ракетний комплекс | 0               | 26.05.22 стало відомо що Ізраїль відхилив прохання США і не дозволив Німеччині постачати Україні протитанкові ракети Spike                                  |
| Греція                               | РПГ-18 «Муха»                        | реактивний протитанковий гранатомет                  | 1100            | 04.06.22 стало відомо про постачання |
| Болгарія                             | СПГ-9 «Спис»                         | станковий протитанковий гранатомет                   | —               | 11.06.22 помічено в Україні |
| Україна                              | RGW 90 Matador                       | ручний протитанковий гранатомет                      | 2900            | 26.06.22 стало відомо про закупівлю гранатометів Україною безпосередньо від виробника                                                                       |
| —                                    | Serdar                               | бойовий модуль для бронетехніки                      | —               | 08.08.22 помічено в Україні |
| —                                    | BULSPIKE-AT                          | ручний протитанковий гранатомет                      | —               | 16.08.22 помічено в Україні |
| —                                    | RPG-32 Nashshab                      | ручний протитанковий гранатомет                      | —               | 17.08.22 помічено в Україні |
| Швеція                               | Pvpj 1110                            | 90-мм протитанкова гармата                           | —               | 18.08.22 помічено в Україні |
| —                                    | 9M111MFB-1 Faktoria                  | протитанкова керована ракета                         | —               | 19.08.22 помічено в Україні |
| Франція                              | MILAN-F2A                            | переносний протитанковий ракетний комплекс           | —               | 26.08.22 помічено в Україні новішу версію ПТРК MILAN-2 |
| Фінляндія                            | 66 KES                               | ручний протитанковий гранатомет                      | 1500            | 05.09.22 стало відомо про подробиці попередніх постачань |
| Болгарія                             | ПГ-7ВТ                               | ручний протитанковий гранатомет                      | —               | 14.12.22 помічено в Україні |
| Болгарія                             | ATGL-H                               | ручний протитанковий гранатомет                      | —               | 17.12.22 помічено в Україні |
| Франція                              | 40-мм підствольний гранатомет        | 40-мм підствольний гранатомет                        | 0/600           | У 2023 підписаний контракт, у 2025 зброярня Verney-Carron S.A. збанкрутувала                                                                                |
| Франція                              | AKERON MP                            | переносний протитанковий ракетний комплекс           | —               | 17.02.23 стало відомо про постачання але 19.02.23 постачання AKERON було офіційно заперечено, 10.11.23 у ЗСУ                                                |
| Німеччина                            | ручний протитанковий гранатомет      | ручний протитанковий гранатомет                      | 0/5032          | у загальному переліку військової допомоги від Німеччини опублікованому 03.03.23                                                                             |
| Фінляндія                            | RAC 112 APILAS                       | ручний протитанковий гранатомет                      | —               | 12.04.23 помічено в Україні |
| Німеччина                            | RGW 90 Matador                       | ручний протитанковий гранатомет                      | 7944            | у загальному переліку військової допомоги від Німеччини опублікованому 21.06.23                                                                             |
| Німеччина                            | Panzerfaust 3                        | ручний протитанковий гранатомет                      | 900             | у загальному переліку військової допомоги від Німеччини опублікованому 21.06.23                                                                             |
| Румунія                              | RPG-7                                | ручний протитанковий гранатомет                      | —               | 26.06.23 помічено в Україні |
| США                                  | FGM-148 «Javelin»                    | переносний протитанковий ракетний комплекс           | 10000+          | у загальному переліку військової допомоги від США опублікованому 06.07.23                                                                                   |
| США                                  | BGM-71 TOW                           | переносний протитанковий ракетний комплекс           | 70000+          | у загальному переліку військової допомоги від США опублікованому 06.07.23                                                                                   |
| США                                  | AT4                                  | ручний протитанковий гранатомет                      | 70000+          | у загальному переліку військової допомоги від США опублікованому 06.07.23                                                                                   |
| США                                  | M141                                 | реактивний гранатомет                                | 70000+          | у загальному переліку військової допомоги від США опублікованому 06.07.23                                                                                   |
| США                                  | M72 LAW                              | ручний протитанковий гранатомет                      | 70000+          | у загальному переліку військової допомоги від США опублікованому 06.07.23                                                                                   |
| США                                  | Mk153 SMAW                           | ручний гранатомет                                    | 70000+          | у загальному переліку військової допомоги від США опублікованому 06.07.23                                                                                   |
| США                                  | PSRL-1                               | реактивний гранатомет                                | 70000+          | у загальному переліку військової допомоги від США опублікованому 06.07.23                                                                                   |
| Туреччина                            | RDS40-MGL                            | ручний гранатомет                                    | —               | 26.07.23 помічено в Україні |
| Польща                               | RPG-76 Komar                         | ручний гранатомет                                    | —               | 11.08.23 помічено в Україні |
| Україна                              | Форт-600А                            | ручний гранатомет                                    | —               | починаючи з 13.10.23 постачається до української армії |
| Чехія                                | RPG-75M                              | ручний гранатомет                                    | 1000            | 23.10.23 стало відомо що волонтери з Чехії відкрили збір коштів на закупівлю 1000 гранатометів RPG-75M для українських Сил оборони                          |
| Франція                              | Verney-Carron S.A.                   | 40-мм підствольний гранатомет                        | 600             | 06.11.23 стало відомо про угоду між компанією Verney-Carron S.A. та Укрспецекспорт                                                                          |
| Україна                              | УАГ-40.1                             | 40-мм автоматичний гранатомет                        | 100             | 11.12.23 стало відомо про постачання зброї в рамках ініціативи «ОКО ЗА ОКО 2»                                                                               |
| Швеція                               | BGM-71 TOW                           | переносний протитанковий ракетний комплекс           | —               | 20.02.24 були озвучені подробиці нового траншу військової допомоги від Швеції                                                                               |
| Україна                              | Форт-600                             | ручний гранатомет                                    | 884             | 23.04.24 фонд «Повернись живим» передав українським військовим 884 ручних однозарядних гранатометів Форт-600                                                |
| Україна                              | Форт-600                             | ручний гранатомет                                    | 40              | 22.06.24 фонд «Повернись живим» передав партію гранатометів «Форт-600» бійцям 82 ОДШБр                                                                      |
| Велика Британія                      | протитанкова зброя                   | протитанкова зброя                                   | 12000+          | Велика Британія в рамках військової допомоги поставила в Україну понад 12 000 одиниць протитанкової зброї з початку російського повномасштабного вторгнення |
| Чехія                                | RPG-7                                | ручний протитанковий гранатомет                      | —               | 13.11.24 чеська компанія STV GROUP безоплатно передала Україні протитанкові гранатомети РПГ-7 на загальну суму у 20 мільйонів крон                          |
| Швеція                               | протитанковий гранатомет             | протитанковий гранатомет                             | 200             | 30.01.25 стало відомо про постачання |
| Україна                              | ATGL-L                               | ручний протитанковий гранатомет                      | 70              | 07.08.25 фонд «Повернись живим» передав озброєння для 125 ОВМБр                                                                                             |
|                                      |                                      |                                                      |                 | |
| всього одиниць не враховуючи трофеї: | всього одиниць не враховуючи трофеї: | всього одиниць не враховуючи трофеї:                 | 115400+/118400+ | 115400+/118400+ |

## Трофеї[74]
| # | походження і назва | походження і назва | тип                                        | тип                                        | к-ть | подробиці                                  |
| - | ------------------ | ------------------ | ------------------------------------------ | ------------------------------------------ | ---- | ------------------------------------------ |
| 1 | ГМ-94              | ГМ-94              | помповий гранатомет                        | помповий гранатомет                        | —    | 17.03.22 помічено в українських військових |
| 2 | Корнет             | Корнет             | переносний протитанковий ракетний комплекс | переносний протитанковий ракетний комплекс | —    | 16.07.22 помічено в українських військових |
| 3 | ПДМ-А «Шмель-М»    | ПДМ-А «Шмель-М»    | реактивний піхотний вогнемет               | реактивний піхотний вогнемет               | —    | 19.07.22 помічено в українських військових |
| 4 | РПГ-30 «Крюк»      | РПГ-30 «Крюк»      | ручний протитанковий гранатомет            | ручний протитанковий гранатомет            | —    | 07.08.22 помічено в українських військових |
| 5 | РШГ-2              | РШГ-2              | одноразовий гранатомет                     | одноразовий гранатомет                     | —    | 13.09.22 помічено в українських військових |